# The Spencer Sisters
The Spencer Sisters är en kanadensisk dramaserie vars första säsong hade premiär i januari 2023. Första säsongen bestod av 10 avsnitt. Serien är skapad av Alan McCullough som även medverkat i skrivandet av seriens manus.

## Handling
Serien kretsar kring polisen Darby Spencer som efter att ha sagt upp sig flyttar hem till sin mamma, deckarförfattaren Victoria Spencer.

## Rollista i urval
- Lea Thompson - Victoria Spencer
- Stacey Farber - Darby Spencer
- Thomas Antony Olajide - Zane Graham
- Edward Ruttle - Dr. Lucas Collins
- Husein Madhavji - Alastair Dhumal